# Рубен Пас
Рубен Пас (ісп. Rubén Paz, нар. 8 серпня 1959, Артигас) — уругвайський футболіст, що грав на позиції півзахисника. Футболіст року в Аргентині (1988), Футболіст року в Південній Америці (1988).
Виступав, зокрема, за клуби «Пеньяроль», «Інтернасьйонал» та «Расінг» (Авельянеда), а також національну збірну Уругваю, з якою брав участь у чемпіонатах світу 1986 та 1990 років, а також він виграв Мундіаліто 1981 року.

## Клубна кар'єра
У дорослому футболі дебютував 1975 року виступами за команду «Пеньяроль Артігас» з рідного міста, з якої 1977 року потрапив до столичного «Пеньяроля». Відіграв за команду з Монтевідео наступні п'ять сезонів своєї ігрової кар'єри, вигравши 3 чемпіонати Уругваю (1978, 1979 і 1981) і став найкращим бомбардиром уругвайської ліги 1981 року з 17 голами.

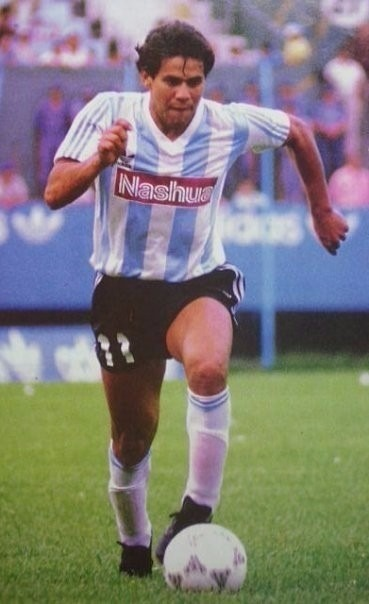
Рубен Пас під час виступів за «Расінг» (Авельянеда).

На початку 1982 року уклав контракт з бразильським клубом «Інтернасьйонал», у складі якого провів наступні чотири роки своєї кар'єри гравця і виграв три чемпіонати штату Ріу-Гранді-ду-Сул, у 1982, 1983 і 1984 роках, а 1985 року здобув Срібний м'яч Бразилії.
1986 року Пас перейшов у французький «Расінг» (Париж), де він грав разом зі своїм співвітчизником Енцо Франческолі, втім на відміну від нього не зумів заграти у новій команді, зігравши лише 6 ігор у вищому французькому дивізіоні.
Наступного року Рубен повернувся до Південної Америки, щоб грати за «Расінг» (Авельянеда), де він став лідером команди та кумиром для вболівальників команди, яка завоювала дебютний Суперкубок Лібертадорес та Суперкубок Інтерамерикана у 1988 році, за що того ж року він був визнаний найкращим футболістом року в Аргентині та найкращим південноамериканським футболістом.
У 1989 році Пас вдруге відправився до Європи, цього до італійського клубу «Дженоа». Але і цього разу закріпитись уругвайцю не вділось і по завершенні сезону 1989/90 він залишив клуб та повернувся в «Расінг», провівши там ще три роки. Загалом за цю команду протягом двох періодів Пас провів 152 гри у всіх турнірах і забив 34 голи.
У 1993 році він повернувся грати на батьківщину, виступаючи за команди «Рампла Хуніорс» і «Фронтера Рівера», а у сезоні 1995/96 виступав за аргентинський «Годой-Крус» у другому дивізіоні, зігравши лише 7 ігор. Пізніше він продовжував грати в невеликих уругвайських клубах, поки не завершив ігрову кар'єру у команді «Пірата Хуніорс» у 2006 році.
По завершенні ігрової кар'єри став тренером і працював асистентом Маріо Саралегі (з яким разом виступав за «Пеньяроль» як гравець) у ряді клубів.

## Виступи за збірні
1977 року залучався до складу молодіжної збірної Уругваю, з якою того року виграв молодіжний чемпіонат Південної Америки, зігравши у 5 іграх. Це дало команді путівку на перший в історії молодіжний чемпіонат світу, що відбувся того ж року в Тунісі. Там уругвайці посіли четверте місце, а Рубен Пас зіграв лише в одному матчі групового етапу проти Марокко (3:0). За два роки Пас допоміг своїй команді захистити титул молодіжного чемпіона Південної Америки на домашньому турнірі, забивши 2 голи у 6 іграх і знову поїхав на молодіжний чемпіонат світу 1979 року. Цього разу уругвайці зуміли здобути бронзові нагороди, а Пас зіграв в усіх 6 іграх, забивши 4 голи.

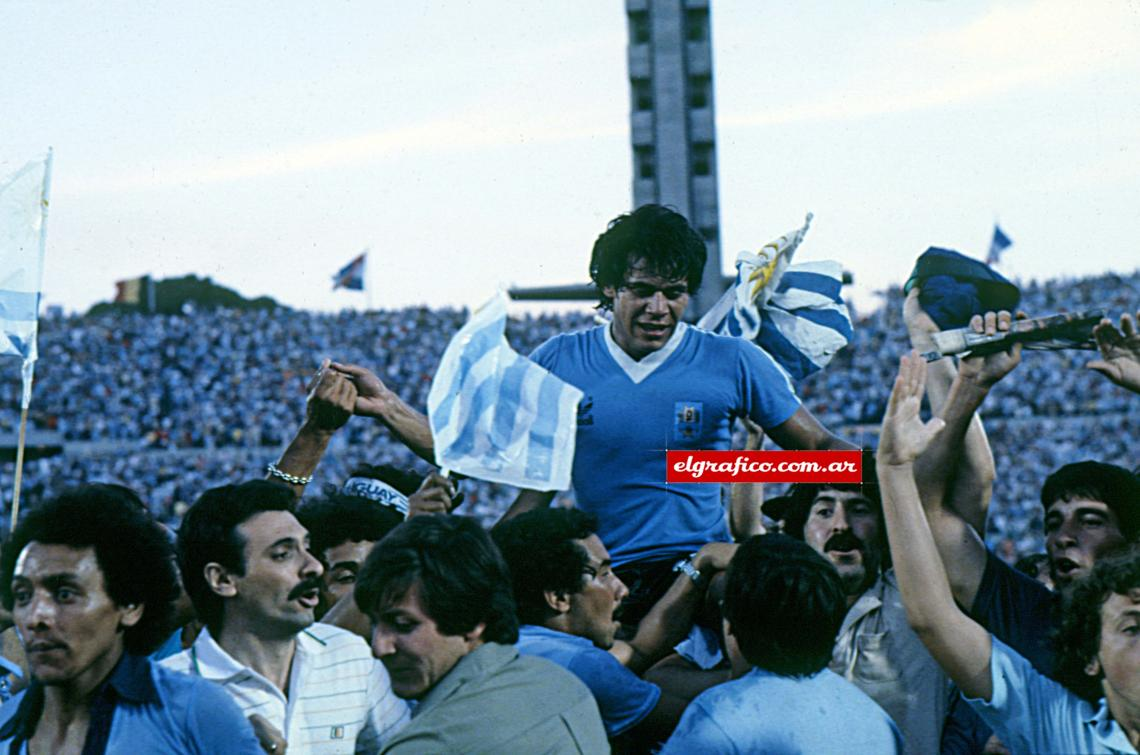
Рубен Пас святкує перемогу на Мундіаліто. 10 січня 1981 року.

16 вересня 1979 року дебютував в офіційних матчах у складі національної збірної Уругваю в матчі розіграшу Кубка Америки 1979 року проти Еквадору (2:1). Всього зіграв на тому турнірі у 3 іграх, але уругвайці не вийшли з групи.
Згодом у складі збірної був учасником Мундіаліто, який проходив на межі 1980—81 років, і зігравши у всіх трьох 3 іграх допоміг команді виграти трофей, після чого взяв участь у чемпіонату світу 1986 року у Мексиці. Втім там Рубен був запасним гравцем і лише один раз вийшов на поле, вийшовши на заміну у грі 1/8 фіналу проти Аргентини (0:1).
За три роки Пас був у складі збірної на Кубку Америки 1989 року у Бразилії, де разом з командою здобув «срібло». Пас зіграв у всіх 7 матчах — 4 групових проти Еквадору, Болівії, Чилі та Аргентини та в 3 матчах фінального етапу проти Парагваю (забив гол), Аргентини та Бразилії.
Останнім великим турніром у складі збірної для Паса став чемпіонат світу 1990 року в Італії, де Уругвай дійшов до 1/8 фіналу, а Рубен зіграв у трьох іграх групового етапу, при цьому третя гра групового етапу чемпіонату світу проти збірної Південної Кореї (1:0), яка пройшла 21 червня 1990 року, стала останньою для Паса у футболці збірної. Загалом протягом кар'єри у національній команді, яка тривала 8 років, провів у її формі 45 матчів, забивши 8 голів.

## Статистика виступів

### Статистика виступів за збірну
| Дата       | Місто          | Господарі         | Результат | Гості      | Турнір                              | Голи | Примітки         |
| ---------- | -------------- | ----------------- | --------- | ---------- | ----------------------------------- | ---- | ---------------- |
| 16-9-1979  | Монтевідео     | Уругвай           | 2 – 1     | Еквадор    | Копа Америка 1979 - 1-й етап        | -    |                  |
| 20-9-1979  | Монтевідео     | Парагвай          | 0 – 0     | Уругвай    | Копа Америка 1979 - 1-й етап        | -    |                  |
| 26-9-1979  | Монтевідео     | Уругвай           | 2 – 2     | Парагвай   | Копа Америка 1979 - 1-й етап        | 1    |                  |
| 15-3-1980  | Мілан          | Італія            | 1 – 0     | Уругвай    | товариський матч                    | -    |                  |
| 18-3-1980  | Брюссель       | Бельгія           | 2 – 0     | Уругвай    | товариський матч                    | -    |                  |
| 22-3-1980  | Приштина       | Югославія         | 2 – 1     | Уругвай    | товариський матч                    | -    |                  |
| 26-3-1980  | Еш-сюр-Альзетт | Люксембург        | 0 – 1     | Уругвай    | товариський матч                    | -    | Вийшов на заміну |
| 9-11-1980  | Кочабамба      | Болівія           | 1 – 3     | Уругвай    | товариський матч                    | -    | Вийшов на заміну |
| 12-11-1980 | Ліма           | Перу              | 1 – 1     | Уругвай    | товариський матч                    | -    | Замінений        |
| 8-12-1980  | Монтевідео     | Уругвай           | 6 – 0     | Фінляндія  | товариський матч                    | -    | Замінений        |
| 11-12-1980 | Мальдонадо     | Уругвай           | 5 – 0     | Болівія    | товариський матч                    | 1    | Замінений        |
| 18-12-1980 | Мальдонадо     | Уругвай           | 4 – 0     | Швейцарія  | товариський матч                    | 3    |                  |
| 30-12-1980 | Монтевідео     | Уругвай           | 2 – 0     | Нідерланди | Золотий кубок чемпіонів світу       | -    |                  |
| 3-1-1981   | Монтевідео     | Уругвай           | 2 – 0     | Італія     | Золотий кубок чемпіонів світу       | -    |                  |
| 10-1-1981  | Монтевідео     | Уругвай           | 2 – 1     | Бразилія   | Золотий кубок чемпіонів світу       | -    | Замінений        |
| 15-7-1981  | Монтевідео     | Уругвай           | 0 – 0     | Чилі       | товариський матч                    | -    |                  |
| 9-8-1981   | Монтевідео     | Уругвай           | 3 – 2     | Колумбія   | Відбір до ЧС 1982                   | 1    |                  |
| 23-8-1981  | Монтевідео     | Уругвай           | 1 – 2     | Перу       | Відбір до ЧС 1982                   | -    |                  |
| 6-9-1981   | Ліма           | Перу              | 0 – 0     | Уругвай    | Відбір до ЧС 1982                   | -    | ЖК               |
| 13-9-1981  | Ліма           | Колумбія          | 1 – 1     | Уругвай    | Відбір до ЧС 1982                   | -    | ЖК               |
| 13-4-1986  | Лос-Анджелес   | Уругвай           | 0 – 1     | Мексика    | товариський матч                    | -    | 24'              |
| 23-4-1986  | Дублін         | Ірландія          | 1 – 1     | Уругвай    | товариський матч                    | 1    |                  |
| 16-6-1986  | Пуебла         | Аргентина         | 1 – 0     | Уругвай    | ЧС 1986 - 1/8 фіналу                | -    | 60'              |
| 12-10-1988 | Монтевідео     | Уругвай           | 2 – 0     | Парагвай   | товариський матч                    | -    |                  |
| 9-11-1988  | Монтевідео     | Уругвай           | 3 – 1     | Чилі       | товариський матч                    | -    |                  |
| 3-5-1989   | Монтевідео     | Уругвай           | 3 – 1     | Еквадор    | товариський матч                    | -    |                  |
| 19-6-1989  | Монтевідео     | Уругвай           | 2 – 2     | Чилі       | товариський матч                    | -    |                  |
| 2-7-1989   | Гоянія         | Еквадор           | 1 – 0     | Уругвай    | Копа Америка 1989 - 1-й етап        | -    |                  |
| 4-7-1989   | Гоянія         | Уругвай           | 3 – 0     | Болівія    | Копа Америка 1989 - 1-й етап        | -    | 79'              |
| 6-7-1989   | Гоянія         | Уругвай           | 3 – 0     | Чилі       | Копа Америка 1989 - 1-й етап        | -    | 65'              |
| 8-7-1989   | Гоянія         | Аргентина         | 1 – 0     | Уругвай    | Копа Америка 1989 - 1-й етап        | -    |                  |
| 12-7-1989  | Ріо-де-Жанейро | Уругвай           | 3 – 0     | Парагвай   | Копа Америка 1989 - фінальний раунд | 1    |                  |
| 14-7-1989  | Ріо-де-Жанейро | Уругвай           | 2 – 0     | Аргентина  | Копа Америка 1989 - фінальний раунд | -    | 77'              |
| 16-7-1989  | Ріо-де-Жанейро | Бразилія          | 1 – 0     | Уругвай    | Копа Америка 1989 - фінальний раунд | -    | 69'              |
| 6-8-1989   | Монтевідео     | Уругвай           | 0 – 0     | Колумбія   | товариський матч                    | -    |                  |
| 27-8-1989  | Ліма           | Перу              | 0 – 2     | Уругвай    | Відбір до ЧС 1990                   | -    | 75'              |
| 3-9-1989   | Ла-Пас         | Болівія           | 2 – 1     | Уругвай    | Відбір до ЧС 1990                   | -    |                  |
| 17-9-1989  | Монтевідео     | Уругвай           | 2 – 0     | Болівія    | Відбір до ЧС 1990                   | -    |                  |
| 24-9-1989  | Монтевідео     | Уругвай           | 2 – 0     | Перу       | Відбір до ЧС 1990                   | -    |                  |
| 25-4-1990  | Штутгарт       | ФРН               | 3 – 3     | Уругвай    | товариський матч                    | -    | 70'              |
| 18-5-1990  | Белфаст        | Північна Ірландія | 1 – 0     | Уругвай    | товариський матч                    | -    | 60'              |
| 22-5-1990  | Лондон         | Англія            | 1 – 2     | Уругвай    | товариський матч                    | -    |                  |
| 13-6-1990  | Удіне          | Уругвай           | 0 – 0     | Іспанія    | ЧС 1990 - 1-й етап                  | -    |                  |
| 17-6-1990  | Верона         | Бельгія           | 3 – 1     | Уругвай    | ЧС 1990 - 1-й етап                  | -    |                  |
| 21-6-1990  | Удіне          | Південна Корея    | 0 – 1     | Уругвай    | ЧС 1990 - 1-й етап                  | -    |                  |
| Усього     |                | Матчів            | 45        |            | Голів                               | 8    |                  |

## Титули і досягнення

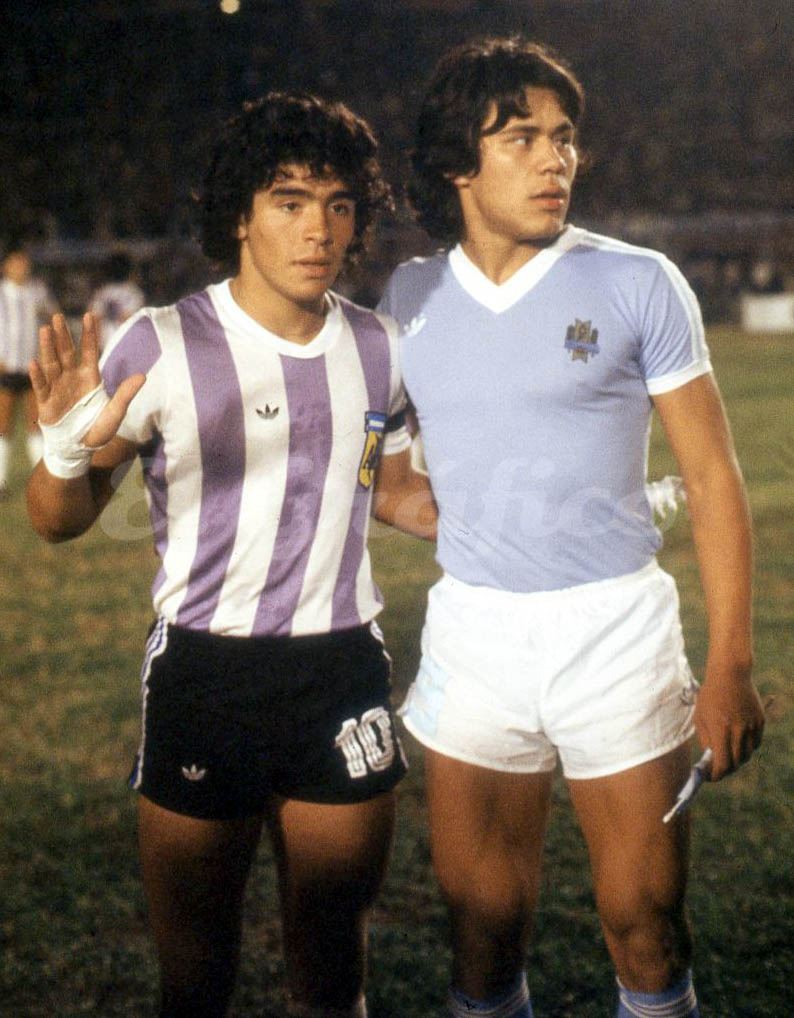
Рубен Пас (праворуч) і Дієго Марадона перед матчем молодіжного чемпіонату Південної Америки 1979 року.

### Командні
- Чемпіон Уругваю (3):

«Пеньяроль»: 1978, 1979, 1981, 1981
- Чемпіон штату Ріу-Гранді-ду-Сул (3):

«Пеньяроль»: 1982, 1983, 1984
- Володар Суперкубка Лібертадорес (1):

«Расінг» (Авельянеда): 1988
- Володар Суперкубка Інтерамерикана[es] (1):

«Расінг» (Авельянеда): 1988

### Збірні
- Чемпіон Південної Америки (U-20) (2):

Уругвай (U-20): 1977, 1979
- Переможець Мундіаліто (1):

Уругвай: 1981
- Срібний призер Кубка Америки (1):

Уругвай: 1989

### Особисті
- Футболіст року в Аргентині: 1988
- Футболіст року в Південній Америці: 1988
- Найкращий бомбардир чемпіонату Уругваю: 1981 (17 голів)
- Срібний м'яч Бразилії: 1985
- У символічній збірній Південної Америки: 1987, 1988[13]